# Antechinomys
El kultarr o ratón marsupial lanudo (Antechinomys laniger) es una especie de marsupial dasiuromorfo de la familia Dasyuridae. Es propia de Australia centro-meridional; conocida de Australia Occidental, sur del Territorio del Norte, norte de Victoria , oeste de Nueva Gales del Sur,  sudoeste de Queensland y norte de Australia Meridional.
Su estado de conservación es de preocupación menor.